# Dmitri Dmitrijewitsch Bondarew
Dmitri Dmitrijewitsch Bondarew (russisch Дмитрий Дмитриевич Бондарев; * 1878 in Rasdorskaja, Rajon Ust-Donezki; † 1937) war ein russischer Autokonstrukteur.

## Leben
Bondarew, Sohn des Kosaken Dmitri Onufrijewitsch Bondarew, studierte nach dem Besuch des Gymnasiums ab 1898 am Technologie-Institut Charkow. 1909 wurde er aufgrund studentischer Unruhen vom Studium ausgeschlossen. Trotzdem gelang ihm der Abschluss als Diplomingenieur 1909. Darauf leitete er die Produktion des ersten russischen Automobils Russo-Balt in der Russisch-Baltischen Waggonfabrik (RBWS).
Nach der Evakuierung der RBWS im Ersten Weltkrieg nach Petrograd 1915 wurde Bondarew erster Direktor des 1916 von den Brüdern Sergei,  Wladimir und Stepan Pawlowitsch Rjabuschinski und den Unternehmern Alexander Wassiljewitsch Kusnezow und Nikolai Alexandrowitsch Wtorow gegründeten ersten russischen Automobilunternehmens, der Moskauer Automobilgesellschaft (AMO). Die Produktion wurde so organisiert, dass leicht auf die Produktion von Flugzeugen umgestellt werden konnte, zumal Rjabuschinskis Bruder Dmitri das erste russische Aerodynamik-Institut gegründet hatte. Als nach der Februarrevolution 1917 nach mehreren Streiks der Vorstand die Arbeiter entließ, besetzten die Arbeiter im Mai 1917 die Fabrik. Eine Gruppe revolutionärer Arbeiter vertrieb Bondarew aus seinem Büro und fuhren ihn, ohne sich auf Gespräche einzulassen, zur nächsten Straßenbahnstation.
Bondarew kehrte nun in seine Heimat zurück und trat in den Dienst des Kosaken-Atamans Alexei Maximowitsch Kaledin. Nach der Oktoberrevolution baute er den Landmaschinenhersteller Rostselmasch auf und wurde Hauptingenieur des Hauptvorstandes für den Traktorenbau. 1915 kehrte er auf Einladung des Direktors der früheren AMO (nun SIL) Iwan Alexejewitsch Lichatschow in das Moskauer Autowerk zurück. 1937 wurde er verhaftet und erschossen. 1955 wurde er rehabilitiert.